# Z mrtvého domu
Z mrtvého domu, JW I/11, (en català: De la casa dels morts) és una òpera en tres actes amb música i llibret en txec de Leoš Janáček, basat en la novel·la Memòries de la casa morta (1862) de Fiódor Dostoievski, un ampli relat de caràcter autobiogràfic en què explicava la seva condemna a Sibèria. Es va estrenar al Teatre Mahen de Brno el 12 d'abril de 1930, dos anys després de la seva mort. De la casa dels morts va ser l'última òpera, la més estranya i, sens dubte, la més gran, de Janáček. Va morir un mes després d'acabar-la.
Es pot considerar una òpera documentalista que porta com a llegenda a la partitura del mateix Janáček: «A cada criatura, una espurna de Déu».

## Origen i context

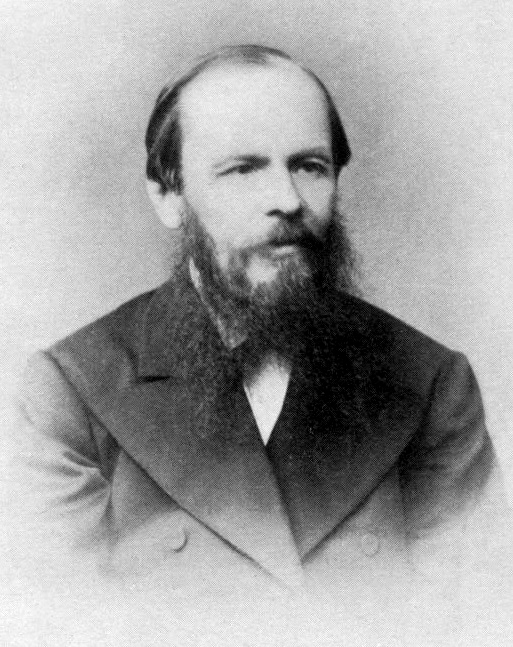
Fiódor Dostoievski, la seva novel·la Memòries de la casa morta va servir de base per aquesta òpera

Després de la primera representació d'El cas Makropoulos i la finalització de la Missa glagolítica el desembre de 1926, Janáček es posa a la recerca d’un nou tema per a una nova òpera. Tenint en compte l'extens coneixement de Janáček sobre la literatura russa, que ja havia inspirat obres com Taras Bulba (Gógol), el Primer Quartet de corda (Tolstoi) i Kàtia Kabànova (Ostrovski): la seva elecció de Dostoievski no va sorprendre, malgrat la seva inquietud pel tema temerari, escrivint a Kamila Stösslová el 18 de febrer de 1927: «No sé quina feina m'emportaré. N’hi ha un a l’abast [Des de la casa dels morts], però tots els personatges estan encadenats. I prefereixo tenir gent somrient».
Dostoievski es va inspirar en les seves experiències en treballs forçats en un camp de presoners de Sibèria per escriure el 1862 Memòries de la casa morta.

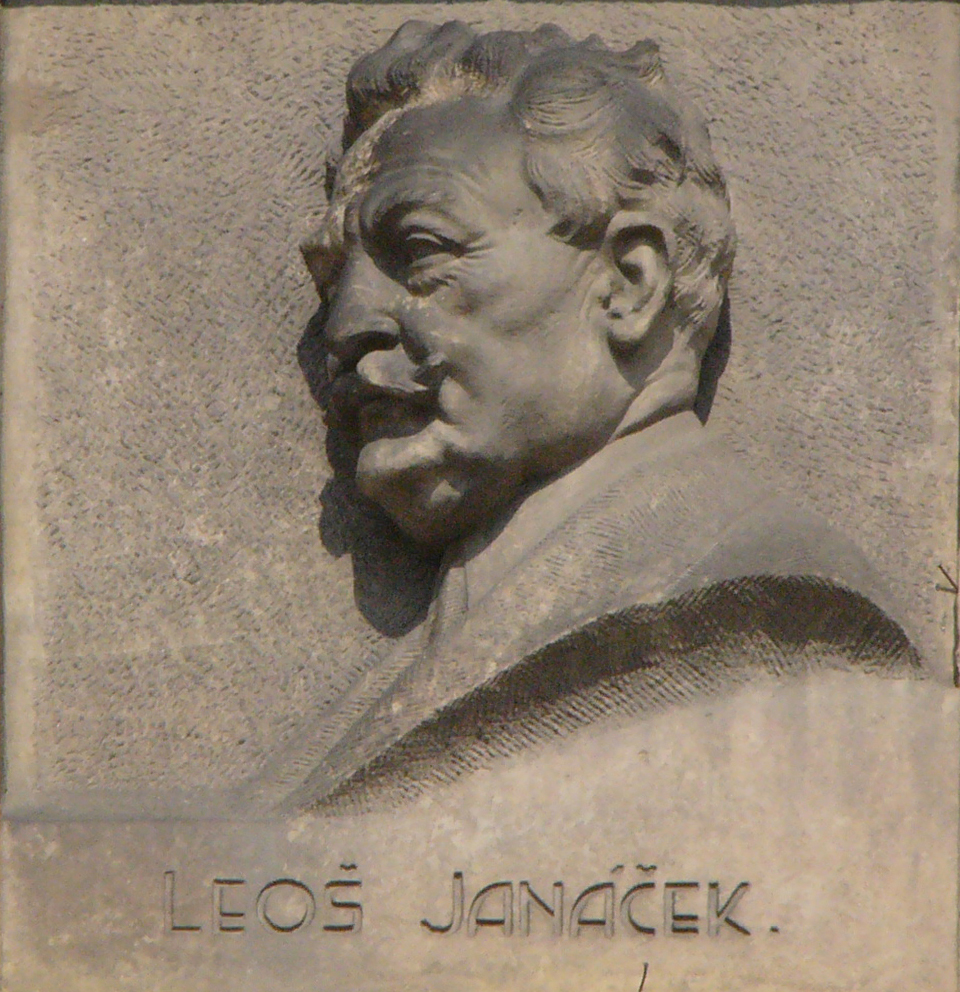
Relleu de Leoš Janáček, el compositor

Per a l'obertura, va reutilitzar material del concert per a violí inacabat Pelegrinatge de l'ànima (1926). Sense comptar amb un llibret, Janáček va esbossar un pla senzill de tres actes amb un canvi d'escena, llistes de personatges i esdeveniments, i anotacions abreujades per a les escenes i els escenaris. A la partitura, es va limitar a escriure les referències de pàgina de l'edició russa de la novel·la, de la qual va extreure el text per a l'òpera, sense preocupar-se de si els personatges de la seva òpera eren idèntics als de la novel·la de Dostoievski (i no ho són). Va completar una primera versió el 16 o el 17 d'octubre de 1927, i una segona el 4 de gener de 1928.
Malgrat la intensa energia creativa que posseïa a 74 anys, en una altra carta del 5 de maig de 1928 a Stösslová, expressava la seva frustració amb l'obra, que li havia causat molt de turment, i la sensació que aquesta podria ser la seva última composició: «Realment sento que ja és hora de deixar la meva ploma... No pots imaginar quin pes caurà de la meva ànima quan acabi aquesta Casa dels morts. Aquest és el tercer any que em persegueix, nit i dia... I com serà encara no ho sé ni jo mateix. Ara les notes s'acumulen com muntanyes; es forma una torre de Babel. Quan es desplomi, em sepultarà».
Des de març fins al 20 de juny de 1928, va treballar estretament en els dos primers actes amb els seus dos copistes, Václav Sedlác i Jaroslav Kulhánek, tots dos membres de l'Orquestra de l'Òpera de Brno. De l'1 al 21 de juliol de 1928 va marxar a les vacances habituals de Luhačovice. L'Acte III se'l va emportar per acabar-lo a Hukvaldy. Aquí va agafar un refredat que es va convertir ràpidament en pneumònia. Va morir el diumenge, 12 d'agost, deixant sense control la còpia de l'últim acte de De la casa dels morts. Després de l'estrena, es va debatre si la manera en què el compositor havia deixat la partitura de manera sobtada era, en realitat, com ell l'havia imaginada.
Posteriorment, dos dels seus deixebles, el director Bakala i el compositor Chlubna, van revisar l'obra, ajustant l'orquestració i canviant el final per un de més optimista. Especialistes en Janáček han rebutjat aquestes modificacions i han intentat recuperar la versió original. Actualment, existeixen almenys quatre versions: tres de directors txecs (Kubelík, Gregor i Nosek) i una de MacKerras amb Tyrrell.

### Versió Chlubna-Bakala

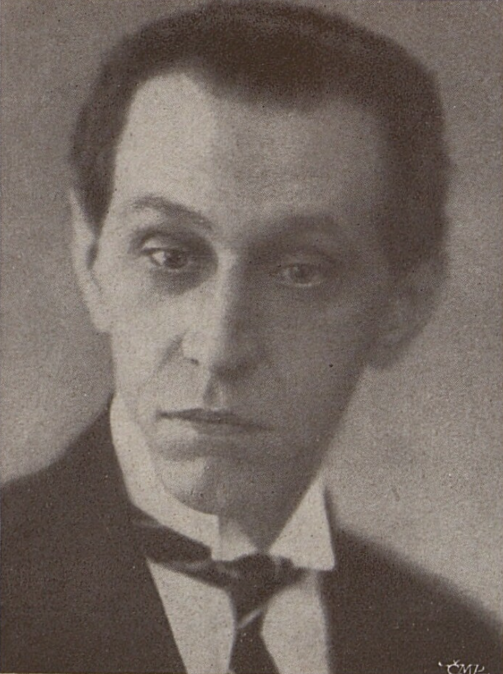
Osvald Chlubna, alumne de Janáček, que va fer la primera versió

Després de la mort de Janáček, el director de Teatre de Brno, Ota Zítek, va demanar a dos dels seus alumnes, el compositor Osvald Chlubna i el director Břetislav Bakala, que editessin i preparessin De la casa dels morts per a la seva interpretació. Chlubna, desconcertat per la dissonància harmònica i la inusual orquestració de l'obra, va decidir normalitzar-la. Tot i les seves bones intencions com a alumne lleial de Janáček, aquesta revisió va distorsionar les intencions originals del compositor i van reduir l'impacte de l'obra. Anotant els seus canvis a llapis sobre la còpia autoritzada, va completar la instrumentació segons el seu criteri, va afegir parts interiors per crear una sonoritat més rica i va fer altres canvis per "millorar" l'original de Janáček. El canvi més controvertit va ser un nou final "optimista", que diferia completament de la concepció original de Janáček, amb l'alliberament de l'àguila i sense els presoners retornant al treball. El 1930, Bakala va dirigir l'estrena a Brno, i Universal Edition a Viena va publicar una partitura completa i vocal amb les alteracions de Chlubna. Durant les tres dècades següents, aquesta versió va ser l'única coneguda, com reflecteixen les primeres gravacions: la representació al Holland Festival de 1954 dirigida per Eduard Flipse (la primera gravació completa) i un disc d'extractes dirigit per Jaroslav Vogel i Břetislav Bakala.

### Versió Tyrrell-Mackerras

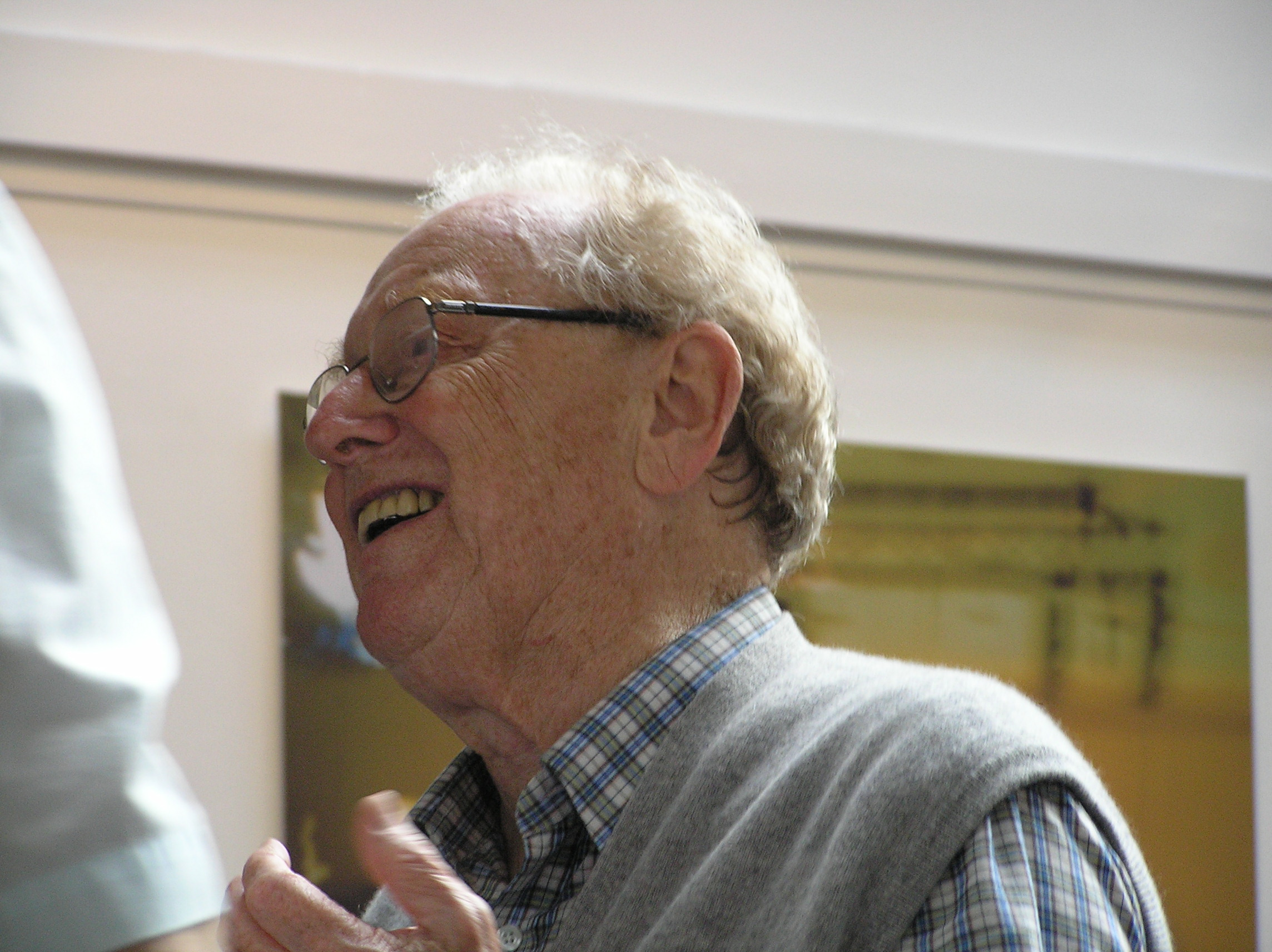
Charles Mackerras, juntament amb Tyrrell va fer la segona versió buscant l'original

El 1968, el musicòleg i especialista en Janáček John Tyrrell va investigar les fonts de l'òpera a Brno i va informar a Charles Mackerras que l'autògraf no representava el final de la història. Com era habitual en ell, Janáček havia fet revisions extenses sobre la còpia autoritzada. Tyrrell i Mackerras es van adonar que calia un treball més exhaustiu, però la seva versió era la més propera a les intencions finals de Janáček i va servir de base per a l'enregistrament de Mackerras del 1980.
Amb l'edat, l'escriptura de Janáček s'havia tornat encara més excèntrica i difícil d'interpretar. Les línies i les notes estaven tortes, fent difícil distingir si una nota estava en una línia o en un espai. A més, el compositor ja no estava disponible per a consultes. Amb la mort de Mackerras el 2010, Tyrrell va continuar sol polint alguns punts problemàtics, treball que va completar abans de la seva mort l'octubre del 2018. Mackerras va incloure el text original cantat en txec, alemany (traducció de Max Brod) i anglès (David Pountney), tots revisats per reflectir el llibret escrit per Janáček abans que el director Ota Zítek fes els seus propis canvis.

## Representacions

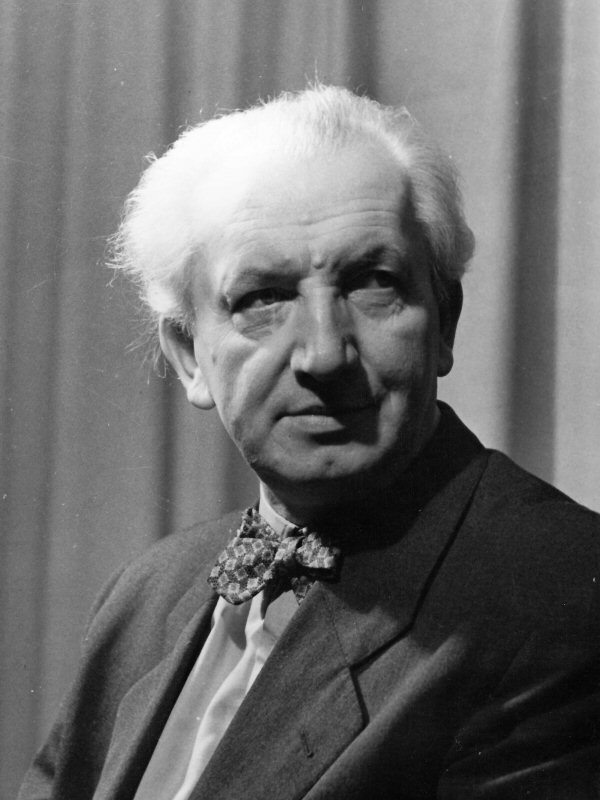
Břetislav Bakala, director de l'estrena

De la casa dels morts es va estrenar el 12 d'abril de 1930 al Teatre Nacional de Brno, sota la direcció de Břetislav Bakala. Havien passat gairebé dos anys de la mort de Janáček. L'òpera no va triomfar. Al mateix any es va representar a Mannheim i l'any següent a Praga. Després es van fer diverses produccions en teatres alemanys que tampoc van ser premiats amb l'èxit i l'obra va quedar en l'oblit.
Al Gran Teatre del Liceu es va estrenar el 27 de gener de 1976 amb el nom de La casa muerta dirigida per Václav Nosek i protagonitzada per Stanislav Bechynský i Jaroslava Janská -que el 1979 enregistraria el disc de referència de Charles MacKerras-, que van revelar dots de bons cantants i millors actors. Hi va haver aplaudiments moderats per un públic no molt nombrós.

## Argument

### Acte I
Alba hivernal en un camp de presoners a Sibèria. Arriba un nou pres, el noble Alexandr Petrovič Gorjančikov, detingut per motius polítics, que és interrogat pel comandant i manat assotar. Alguns presos troben una àguila ferida. Es burlen de la seva lesió, però al mateix temps l'admiren com a "Reina dels Boscos". Els condemnats comencen a treballar, i entre dos d'ells, Luka Kuzmič i Skuratov, sorgeix una lluita. Luka li explica a Aljeja el motiu de la seva presència a la presó: la primera vegada que va ser a la presó va coincidir amb un cruel i arrogant Comandant que deia de si mateix que per als condemnats era "Tsar i Déu". Luka el va apunyalar i va ser assotat públicament per això. Petrovič, torturat, és integrat amb la resta dels reclusos.

### Acte II
Sis mesos després, al costat del riu Irtys, prop del camp. Els presoners es dediquen als seus treballs forçats habituals. Aljeja i Petrovič s'han fet amics. L'aristòcrata vol ensenyar al jove a llegir i escriure. Al final de la jornada de treball, es permet als presos celebrar el dia de festa. Skuratov explica la seva història: el seu gran amor, Luisa, va ser obligada a casar-se amb un parent ric, i en la seva desesperació, Skuratov va disparar al nuvi. Els presoners improvisen dues obres de teatre: la història de Kedril i Don Joan i la pantomima de la bella però infidel molinera. La festa acaba en una baralla, quan un presoner provoca a Petrovič, ja que el noble empresonat manté el privilegi de prendre te. Aljeja resulta ferit.

### Acte III
Primer Quadre
La infermeria del camp.
Petrovič llegeix la bíblia a Aljeja. Luka, moribund, es burla de Čekunov pel seu comportament servil cap a Petrovič. Skuratov ha perdut la raó. Šapkin explica la història de com va ser detingut. Šiškov també explica la seva història, de com va matar a la seva esposa, Akulka, acusada d'estimar al seu amic Filka Morozov. Durant la narració, Luka Kuzmič mor de tuberculosi, i en contemplar el cadàver, Šiškov el reconeix com Filka, el seu antic rival. Els guàrdies es porten a Petrovič.
Segon Quadre
El Comandant del camp, borratxo, anuncia el seu perdó a Petrovič, i li demana disculpes per haver-li manat assotar. Petrovič s'acomiada d'Aljeja. Els presoners deixen anar a l'àguila, reposada de les seves ferides en l'ala. Mentre contemplen com s'allunya, els guàrdies els fan tornar al treball.

## Enregistraments
- 1953 - Jascha Horenstein - Xavier Depraz, Andre Vessieres, Lucien Lovano, Jean Giraudeau - Orchestre National de la RTF (en francès)[13]
- 1954 - Alexander Krannhals - Jos Borelli, Caspar Broechler, Ge Genemans, Piet van Gent - Netherlands Opera Orchestra (en alemany)[14]
- 1960 - Břetislav Bakala i Jaroslav Vogel - Vladimir Sauer, Marie Steinerova, Vaclav Halir, Bohumil Kurfürst - Orquestra Filharmònica de Brno
- 1964 - Bohumil Gregor - Václav Bednár, Helena Tattermuschková, Beno Blachut - Teatre Nacional de Praga - Supraphon.
- 1979 - Václav Neumann - Richard Novák, Milada Jirglova, Vilém Pribyl - Orquestra Filharmònica Txeca - Supraphon.
- 1979 - Charles MacKerras - Dalibor Jedlička, Jaroslava Janská, Jiri Zahradnicek - Orquestra Filharmònica de Viena - Decca.
- 1992 - Claudio Abbado - Nicolai Ghiaurov, Elzbieta Szmytka, Barry McCauley - Orquestra Filharmònica de Viena - Deutsche Grammophon (Vídeo).
- 2008 - Pierre Boulez - Olaf Bär, Erik Stokloßa, Stefan Margita - Mahler Chamber Orchestra - Deutsche Grammophon (DVD).[15]